# Vignoble du Pays-de-Bade

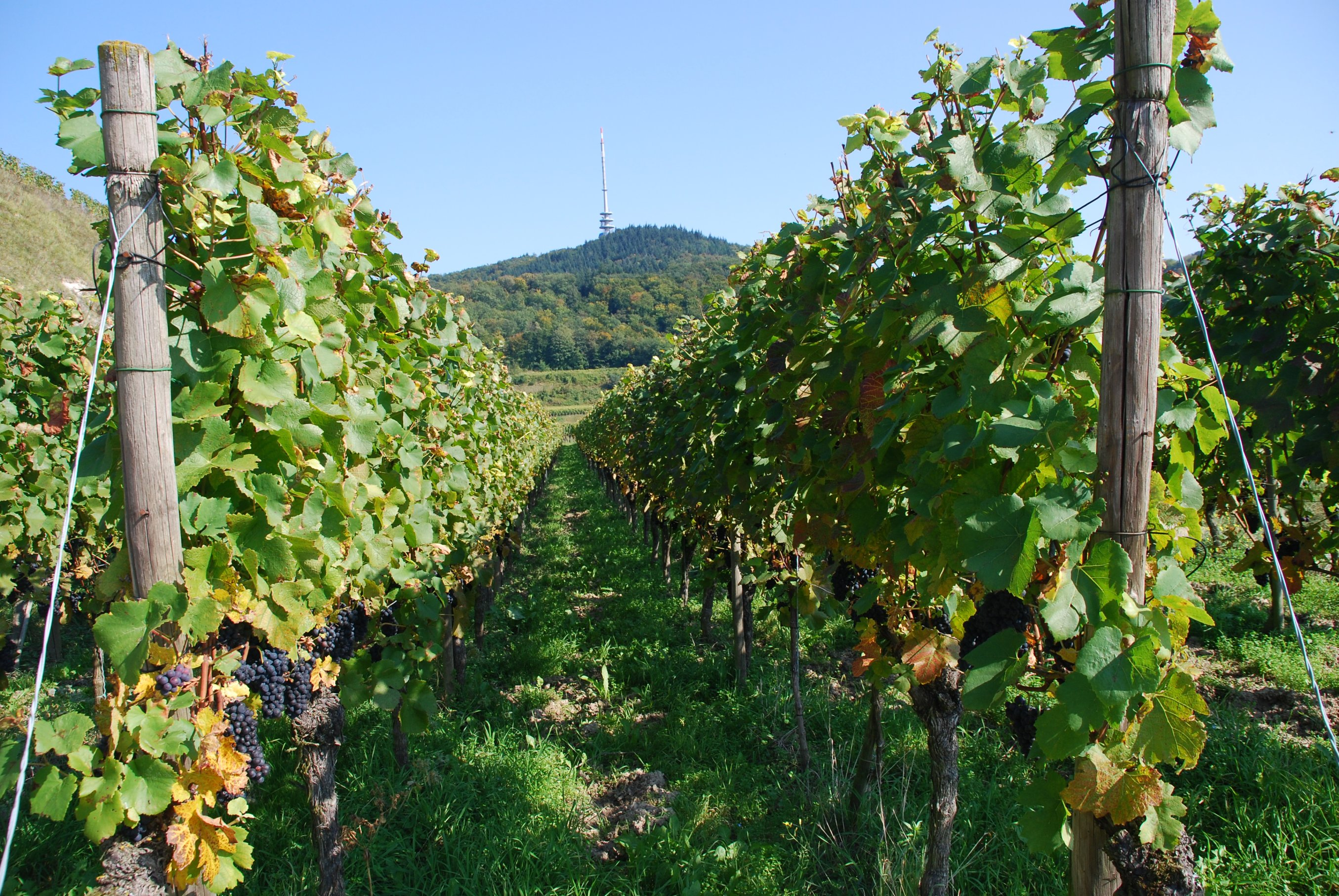
Vignes du Kaiserstuhl

Le pays de Bade, dans le Bade-Wurtemberg, est la troisième région viticole d'Allemagne avec 15 000 hectares de vigne produisant 12 % de la production viticole outre-Rhin. Le vignoble entre Baden-Baden et le Lac de Constance produit, avant tout, des vins blancs.
Sur la rive septentrionale du lac de Constance, entre Überlingen et Immenstaad, autour de Meersburg, et sur l'île de Reichenau. On y trouve le vignoble "le plus haut" d'Allemagne (570 mètres sur les pentes du Hohentwiel).
Les vins, agréables, sont principalement vendus dans la zone de production. Le müller-thurgau, cépage dominant (environ 60 %), est plus facile à obtenir.
Sur le piémont des collines de la Forêt-Noire entre Freiburg et Bâle, le Markgräflerland, 3 000 ha du vignoble, est le royaume du Gutedel, c'est-à-dire du chasselas, introduit par le Margrave de Bade en 1780. Le vin produit est léger, libère des arômes d'acacia et de citron et est à boire dans les deux ans. Le Markgräflerland ne connait pas les vendanges tardives.  
Une autre spécialité viticole badoise est le Badisch Rotgold un vin rosé d'une couleur sombre, vinifié avec du pinot noir et du pinot gris.
Freiburg, face à Colmar côté français, est un centre viticole important. On y trouve le siège de l'association des vignerons badois. Au nord de la ville, duquel on accède au Tuniberg et au Kaiserstuhl. Le Kaiserstuhl, d'origine volcanique est le paradis du pinot gris. Sur 4 000 ha on cultive également le müller-thurgau (croisement entre cépages riesling et madeleine royale), et du pinot noir pour d'excellents vins rouges. 
Les crus les plus célèbres sont le Schlossberg, le Henkenberg et le Winklerberg. Les pinots gris vendanges tardives sec (Grauburgunder Spätlese trocken) peuvent rivaliser avec les meilleurs vins d'Alsace. 
Les vignobles Badische Bergstraße et Kraichgau s'étendent sur une étroite bande au sud de la Hessische Bergstraße, jusqu'à Heidelberg et Wiesloch. Ils forment en outre une zone de vignobles très dispersés de Karlsruhe au sud jusqu'à la vallée du Neckar à l'est. Le Badisches Frankenland s'étend sur les rives du Tauber, de Wertheim sur le Main à Bad Mergentheim. Enfin, l'Ortenau se situe sur le bas des pentes des collines de la Forêt-Noire, de Baden-Baden à Offenbourg. Le riesling, appelé aussi Klingelberger et le Spätburgunder sont excellents. Le Ruländer et le gewurztraminer  appelé aussi Clevner sont également de très bonne qualité. Comme en Franconie, le vin se présente en général en Bocksbeutel.
C'est à Baden-Baden, que commence la route des vins de Bade longue de 160 km. La plupart des exploitations sont regroupées dans une centaine de coopératives qui produisent et commercialisent 85 % du volume total. Les caves coopératives de Breisach sont les plus grandes d’Europe. 50 % ventes se font en grandes surfaces et 50 % des ventes se font aux restaurateurs ou directement aux particuliers. Il y a peu d'exportations.